# Секст Проперцій
Секст Пропе́рцій (лат. Sextus Propertius; близько 50 року до нашої ери в Асізії, тепер Ассізі — між 15 і 2 роками до н. е в Римі) — римський поет. Належав до літературного гуртка Гая Цільнія Мецената. Автор 92 елегій, об'єднаних у 4 книги. Основна тема елегій — нещасливе кохання поета до Кінтії (Цінтії).

## Життєпис
Відомості про поета містяться в основному в його творах та в згадках про нього в пізніших римських авторів. Народився в одному з міст у сучасній Умбрії у багатій родині. В якому саме місті достеменно невідомо, тому що поет не називав його, однак прийнято вважати, що його батьківщиною була Асізія, тому що в одній з елегій він згадує це місто як добре знайоме. Проперцій рано втратив батька, а більша частина маєтностей його родини була конфіскована в 41—40 роках до нашої ери коли Октавіан Август наділяв землею своїх ветеранів. Але Сексту вистачило коштів аби вчитися в Римі, де він отримав гарну як на ті часи освіту, та й потім він не обтяжував себе ні політичною та військовою кар'єрою, ні адвокатурою. Спершу він зайнявся правом, але пізніше повністю присвятив себе поезії.
У 28 році до н. е. він опублікував свою першу книжку любовних елегій, яка привернула до нього увагу Мецената, який запросив поета до свого гуртка. Проперцій захоплювався Вергілієм⁣, але дружби між ними не було; не користувався він і прихильністю Горація, але зате своєю чергою викликав захоплення в Овідія з яким він подружився. У 24 році до нашої ери Проперцій видав другу книгу елегій також присвячену Кінфії. Через два роки він написав третю і в 16 році до нашої ери четверту. Скільки він прожив після цього невідомо. Зі згадок Плінія Молодшого випливає, що Секст був одружений і мав дитину.

## Творчість
Головною темою творчості поета була жінка, яку він називає Кінфією, що була пристрастю усього його життя. Виходячи з усвідомлення доступності Кінфії, що виражено в багатьох листах, є припущення, що вона була куртизанкою. Проперцій кохав її попри часті взаємні зради й зберіг почуття до неї навіть після її смерті, хоч судячи з віршів їхні стосунки остаточно урвалися ще до цього. У своїх віршах Секст розповідав про насолоду, яку отримує в її обіймах, про горе розлуки з нею та про ревнощі до успішних суперників. Проперцій був послідовником поетів так званої александрійської школи, перш за все Каллімаха та Філета, тож часом його вірші переобтяжені міфологічними алюзіями та порівняннями, через що в сучасного читача можуть виникнути сумніви у щирості автора. На відміну від іншого автора елегій Тібулла, в якого головну роль відігравала щирість почуттів, Проперцій дуже багато уваги приділяв саме формі й часто використовував зумисне складні, дещо заплутані вірші, й лише його безсумнівний талант дозволяє йому виплутуватися з тих складних моментів, які він сам собі й створював.

## Твори
Українські переклади:
- Елегії. У кн.: Антична література. Хрестоматія. К., 1968;
- Поезії. «Іноземна філологія», 1975, в. 40;